# Circuit de la Vienne
Le Circuit de la Vienne est une course cycliste française disputée dans la Vienne, autour de Poitiers, de 1923 à 1939 et de 1947 à 1971.

## Palmarès
| Année     | Vainqueur                 | Deuxième             | Troisième            |              |
| --------- | ------------------------- | -------------------- | -------------------- | ------------ |
| 1923      | Maurice Penasson          | Jean Joseph          | Didier Meslard       |              |
| 1924      | Didier Meslard            | Karel Govaert        | Eugène Greau         |              |
| 1925      | Laurent Maury             | Auguste Robineau     | Didier Meslard       |              |
| 1926      | Raoul Petouille           | Maurice Penasson     | René Moulin          |              |
| 1927      | Denis Verschueren         | Florent Vandenberghe | Léon Devos           |              |
| 1928      | René Deguai               | René Girard          | Aristide Metayer     |              |
| 1929      | René Deguai               | Léon Salles          | Germain Bugat        |              |
| 1930      | André Godinat             | André Schaffner      | Julien Moineau       |              |
| 1931      | Leander Ghyssels          | Frans Bonduel        | Nicolas Engel        |              |
| 1932      | Pas organisé              | Pas organisé         | Pas organisé         | Pas organisé |
| 1933      | Léon Tommies (nl)         | André Godinat        | Giuseppe Sciardis    |              |
| 1934      | Jean-Baptiste Intcigaray  | Maurice Clochard     | Fernand Cornez       |              |
| 1935      | Maurice Origne            | Gabriel Hargues      | Georges Vey          |              |
| 1936      | Henri Bergerioux          | André Blanchet       | René Deguai          |              |
| 1937      | Albert Bourlon            | Henri Bergerioux     | André Blanchet       |              |
| 1938      | Jean Taris                | René Paillier        | Henri Bergerioux     |              |
| 1939      | Gino Sciardis             | Henri Bergerioux     | Manuel Garcia        |              |
| 1940-1946 | Pas organisé              | Pas organisé         | Pas organisé         | Pas organisé |
| 1947      | Paul Maye                 | Robert Chapatte      | Lucien Lauk          |              |
| 1948      | Mario Fazio               | Maurice Hougron      | Camille Danguillaume |              |
| 1949      | Maurice Diot              | Jean Claessens       | Roger Durand         |              |
| 1950      | Maurice Diot              | Jacques Girard       | Lucien Lauk          |              |
| 1951      | Dominique Forlini         | Attilio Redolfi      | Galliano Pividori    |              |
| 1952      | Albert Dubuisson          | Charles Joly         | Galliano Pividori    |              |
| 1953      | Gabriel Gaudin            | Pierre Gaudot        | Robert Desbats       |              |
| 1954      | Armand Darnauguilhem      | Giuseppe Cigana      | Jean Phelippeau      |              |
| 1955      | Tino Sabbadini            | Robert Desbats       | Maurice Diot         |              |
| 1956      | Robert Desbats            | Marcel Rohrbach      | André Dupré          |              |
| 1957      | Seamus Elliott            | Michel Dejouhannet   | Claude Colette       |              |
| 1958      | Michel Vermeulin          | Gérard Thiélin       | Jean Bellay          |              |
| 1959      | Robert Ducard             | Jo de Haan           | Pierre Scribante     |              |
| 1960      | Gilbert Scodeller         | René Jousset         | Pierre Scribante     |              |
| 1961      | Jo de Haan                | Claude Colette       | Pierre Scribante     |              |
| 1962      | Pierre Ruby               | Seamus Elliott       | Claude Gabard        |              |
| 1963      | Jean-Pierre Van Haverbeke | Laurent Christiaens  | Camille Le Menn      |              |
| 1964      | Bas Maliepaard            | Jean Arze            | Michel Nédélec       |              |
| 1965      | Pierre Martin             | Pierre Le Mellec     | Francis Bazire       |              |
| 1966      | Michel Grain              | Désiré Letort        | Jacques Bachelot     |              |
| 1967      | Jean-Pierre Genet         | Francis Campaner     | René Chtiej          |              |
| 1968      | Francis Campaner          | Jacques Cadiou       | Georges Chappe       |              |
| 1969      | Christian Biville         | Georges Chappe       | Paul Lemeteyer       |              |
| 1970      | Bernard Dupuch            | Pierre Martelozzo    | Pierre Matignon      |              |
| 1971      | Pierre Martelozzo         | Christian Raymond    | Daniel Ducreux       |              |